# Horní Řasnice
Horní Řasnice (dříve Bernsdorf pod Smrkem, německy Bärnsdorf an der Tafelfichte) je obec ve Frýdlantském výběžku v okrese Liberec. Obývá ji 242 obyvatel, součástí obce je osada Srbská, kde je hraniční přechod do Polska. Obcí protéká říčka Řasnice a Jindřichovický potok.
Obec má silniční spojení s okolními obcemi, spojení železniční představuje trať 039 z Frýdlantu do Jindřichovic pod Smrkem.
V minulosti ke Horní Řasnici patřila i osada V Poli (něm. Feldhäuser, resp. Bärnsdorfer Feldhäuser), zaniklá po druhé světové válce. Ležela východně od vsi směrem k východnímu okraji Jindřichovic pod Smrkem, v místech označovaných pomístním jménem Na samotách, asi 750 m jižně až jihovýchodně od vrcholu Kamenného vrchu a 950 m severozápadně od Žijícího skanzenu na okraji Jindřichovic.

## Historie
První písemná zmínka o obci Horní Řasnice je z roku 1381, kdy je (stejně jako Dolní Řasnice) zmiňována ve frýdlantském urbáři – a to pod jménem Bärnsdorf nebo Bernsdorf, což je patrně zkomolenina jména Bernhardsdorf (Bernhardova vesnice). Zatímco v roce 1651 zde žilo 296 obyvatel, v roce 1654 zůstalo obydleno pouhých 5 usedlostí, zatímco zbylých 84 jich jejich obyvatelé opustili a pro svou víru odešli ze země. Roku 1790 zde již bylo obydleno opět 110 domů. Díky rozvoji průmyslu v nedalekých Jindřichovicích pod Smrkem počet obyvatel stále narůstal. Jindřichovická firma E.Heintschel zřídila v Řasnici pobočku své továrny na pánské i dámské látky a potištěné i tkané šátky. I když výroba v továrně byla během hospodářské krize zastavena, objekt sám druhou světovou válku přežil a po jejím skončení byl opět využit – nejprve firmou Severka vyrábějící zde pracovní oděvy a poté betonárkou produkující železniční pražce, betonové dílce a směsi. Je však skutečností, že od počátku minulého století počet obyvatel vytrvale klesá a obec tak získává převážně chalupářský charakter.
6. června 2003 byl Horní Řasnici udělen znak a prapor.

### Vývoj názvu
Obec se jmenovala Bernsdorf pod Smrkem. Po druhé světové válce však na základě vyhlášky ministerstva vnitra číslo 3/1950 Sb. došlo během roku 1949 ke změně jména na Horní Řasnice.

## Zajímavá místa
- Kostel Neposkvrněného početí Panny Marie je původně gotický, barokně přestavovaný, kostel a mariánskou kapli z počátku 18. století zasvěcenou Panně Marii Sněžné. Prostřednictvím projektu „Anděl pro Řasnici“ probíhá výběr finančních prostředků na záchranu stavby.[6]
- Památkově chráněný kříž před domem čp. 79
- Bílá skála je geomorfologický útvar tvořený čistým křemenem.
- Přírodní památka Kamenný vrch s výskytem vzácných mravenců druhu Formica polyctena
- Pomník u celnice v Srbské připomíná její přepadení nacistickými diverzanty.